# Kapłon

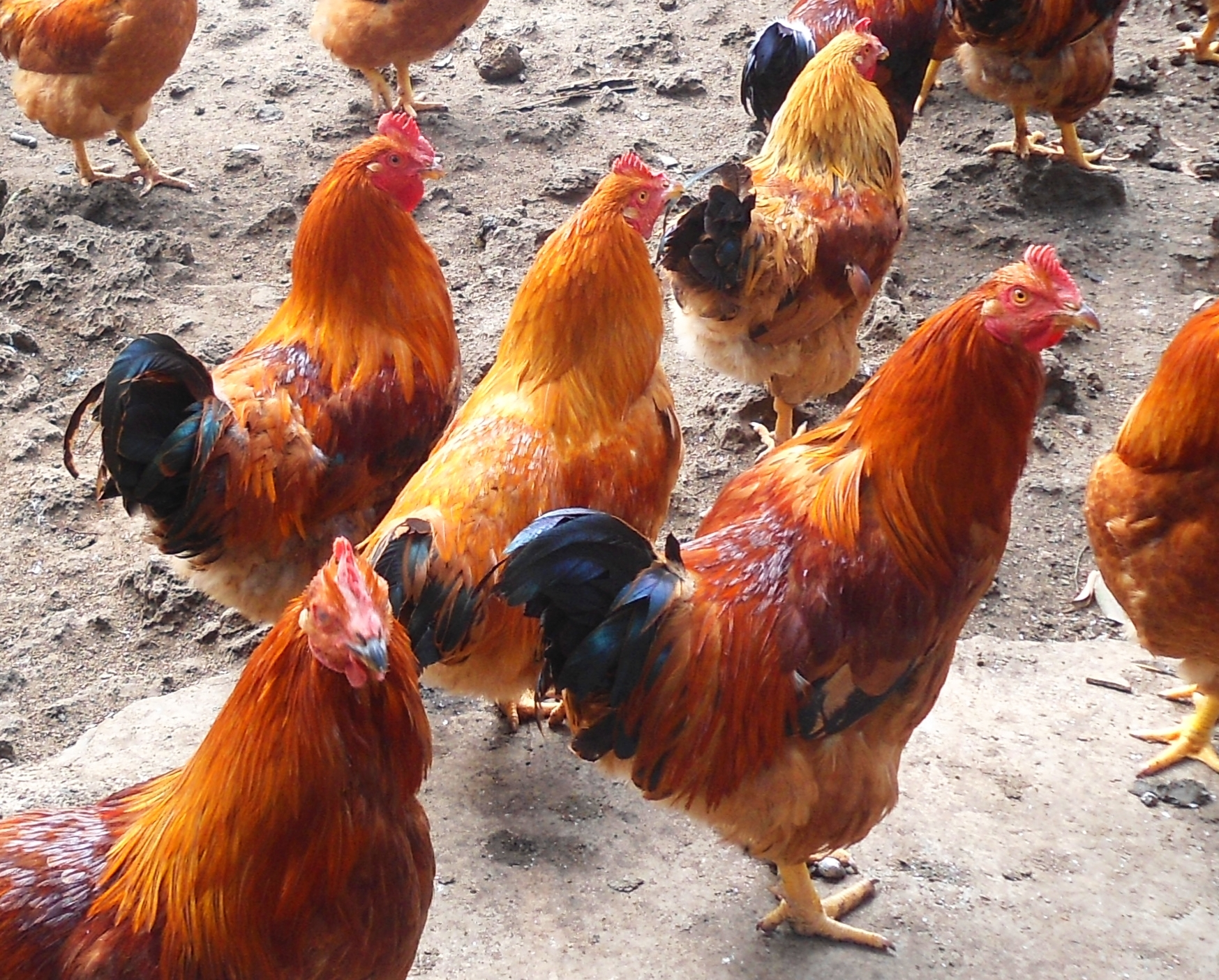
Kapłony

Kapłon – wykastrowany i specjalnie utuczony młody kogut. 

## Opis
Kapłony były niegdyś wykwintnym i dość popularnym daniem, kuchnia staropolska XVI i XVII wieku obfitowała w przepisy na dania z kapłonów (np. zachowane menu profesorów Uniwersytetu Krakowskiego z 1562 r. zawiera m.in. „potrawkę z pięciu kapłonów”).
Koguty kastrowane są po osiągnięciu wieku ok. 10 tygodni. Ubój następuje, gdy kapłon ma 5–6 miesięcy. Osiąga wtedy masę 2,5 do 5 kg.

## Galeria

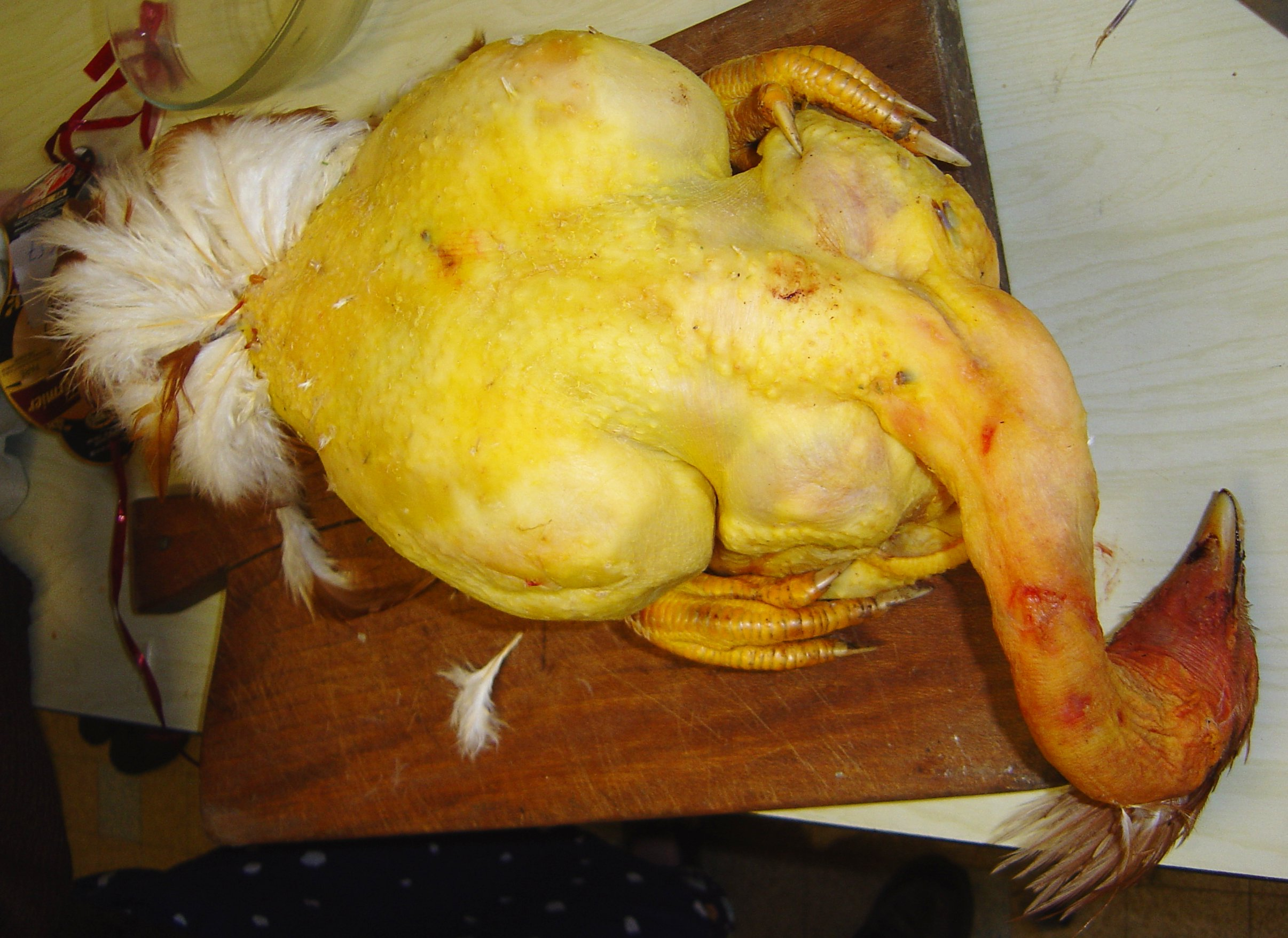
Oskubany kapłon
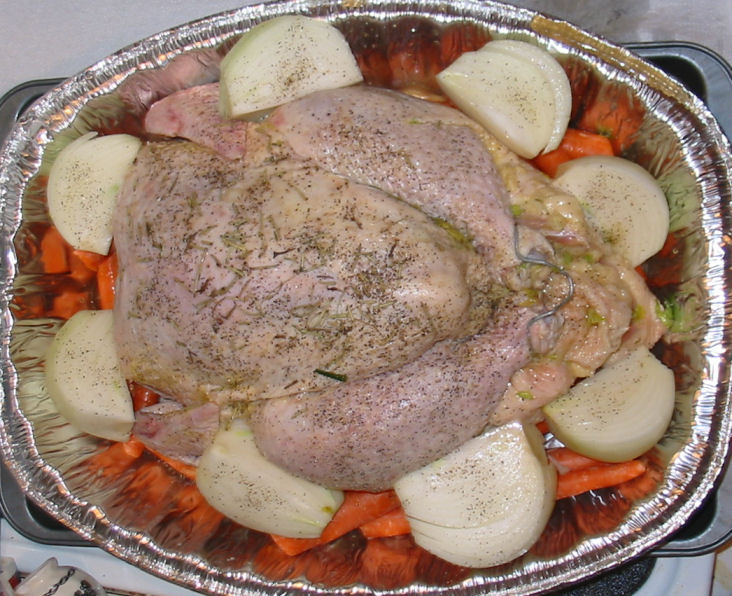
Kapłon przygotowany do pieczenia
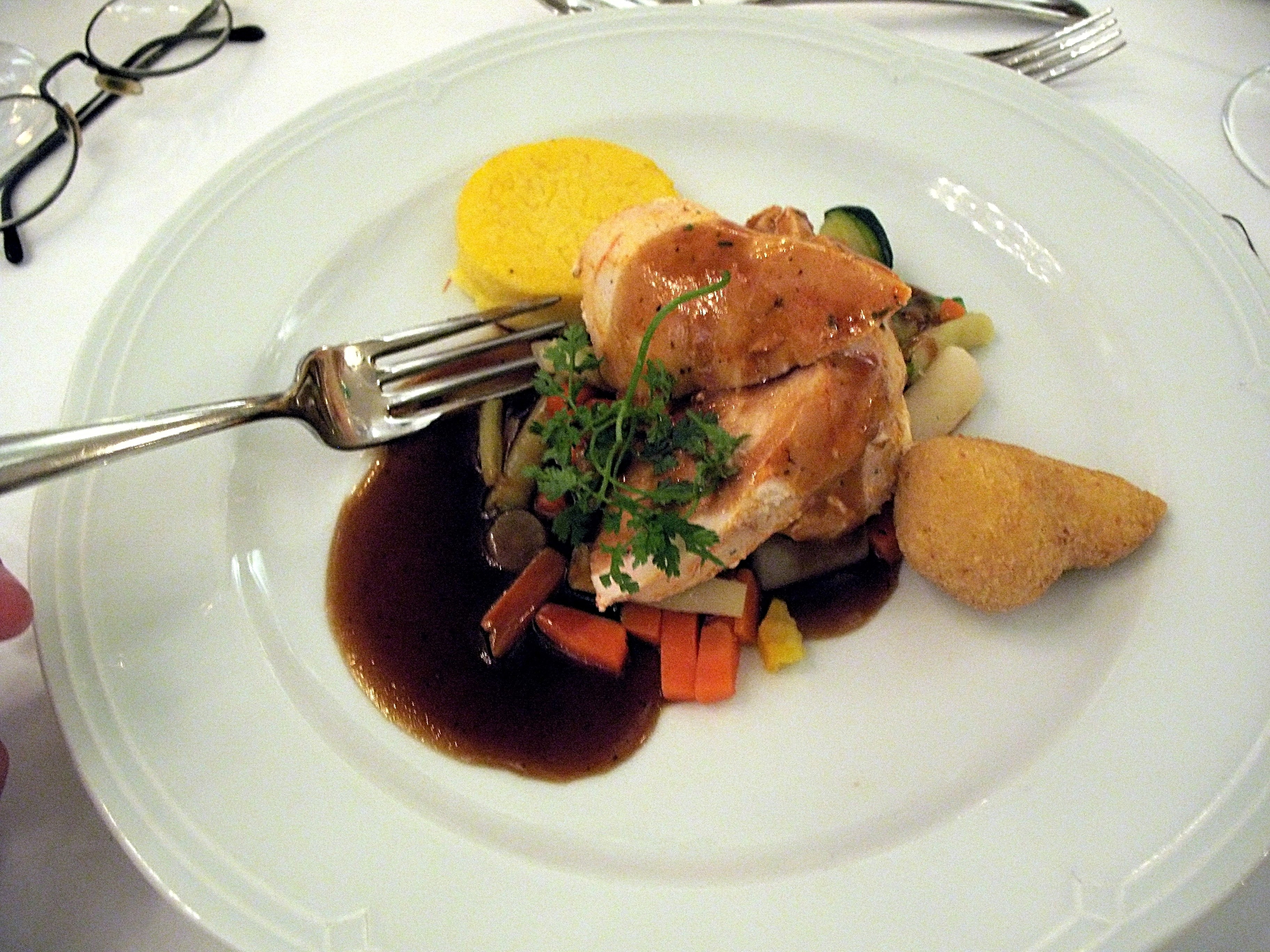
Mięso kapłona jako składnik dania